# Copland Peak
Der Copland Peak ist ein rund 500 m hoher Berg im Südwesten der westantarktischen Alexander-I.-Insel. Er ragt 5 km nordöstlich der Mussorgsky Peaks auf der Derocher-Halbinsel auf.
Der United States Geological Survey kartierte ihn anhand Luftaufnahmen der United States Navy aus den Jahren von 1967 bis 1968 sowie mittels Landsat-Aufnahmen von 1972 und 1973. Das Advisory Committee on Antarctic Names benannte ihn 1988 nach dem US-amerikanischen Komponisten Aaron Copland (1900–1990).